# روبن وو
روبن وو (بالإنجليزية: Reuben Wu)‏ هو مصور بريطاني، ولد في 6 سبتمبر 1975.

## وصلات خارجية
- روبن وو على موقع ميوزك برينز (الإنجليزية)
- روبن وو على موقع ديسكوغز (الإنجليزية)